# Die Geschichte des verlorenen Kindes
Die Geschichte des verlorenen Kindes (Originaltitel: Storia della bambina perduta) ist der vierte und letzte Band des im deutschsprachigen Raum als Neapolitanische Saga bekannt gewordenen Romanzyklus von Elena Ferrante. Er erschien 2014 im italienischen Original und 2018 in der deutschen Übersetzung durch Karin Krieger. 2016 war er für den Man Booker International Prize nominiert.
Der abschließende Band der Tetralogie enthält neben der titelgebenden Erzählung auch „Die Geschichte vom bösen Blut“, vereint also – wie der erste Teil – zwei Lebensetappen in einem Buch: „Reife“ und „Alter“. Beginnend in den Endsiebzigerjahren des vergangenen Jahrhunderts, erstrecken sie sich über mehr als drei Jahrzehnte; rund die Hälfte davon wohnen die beiden Protagonistinnen, Elena Greco und Raffaela (Lila) Cerullo, so nah beieinander wie nie zuvor und sind zudem verbunden durch die Geburt zweier Mädchen, die sie mit knapp 40 fast zeitgleich zur Welt bringen.

## Inhalt

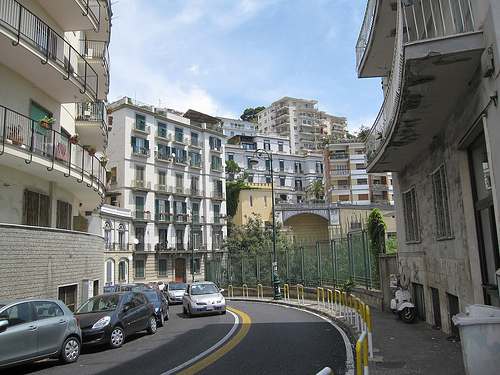
Die Via Tasso im relativ noblen Stadtteil Vomero: Hier wohnt Elena mit ihren Töchtern, als sie nach Neapel zurückkehrt.

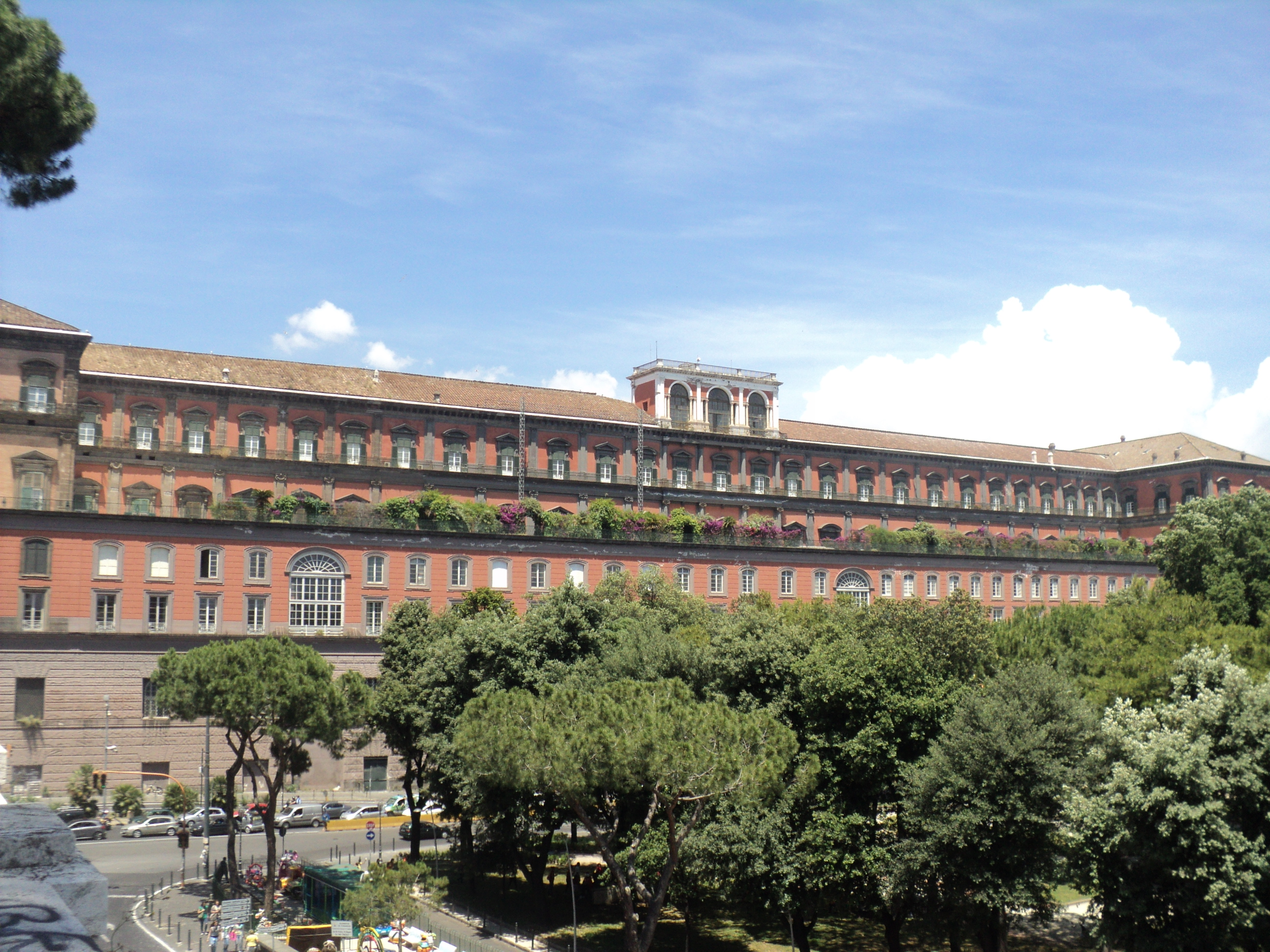
Neapels Nationalbibliothek: Hier verbringt Lila ganze Tage beim Studium ihrer Heimatstadt.

Nach der Montpellier-Reise mit Nino ist Elena fest entschlossen, Pietro für ihn zu verlassen. Zugleich versucht sie sich als Schriftstellerin zu etablieren. Ihr Leben wird dadurch spannender, aber auch unsteter; darunter leidet die Beziehung zu ihren Töchtern, die zeitweise bei ihren Schwiegereltern in Genua aufwachsen. Erst nach drei Jahren gelingt es Elena, sich von Pietro einvernehmlich zu trennen. Noch bevor sie nach Neapel zurückkehrt, um Nino näher zu sein, warnt Lila sie eindringlich vor seiner Unzuverlässigkeit: Trotz gegenteiliger Versprechungen habe er den gleichen Schritt wie sie, den Bruch mit seiner Familie, keineswegs vollzogen. Doch nicht einmal Ninos Geständnis, dass er dies auch nicht vorhabe und zudem bald wieder Vater werde, schreckt Elena ab. Resignierend beschließt sie, ihn zu akzeptieren, wie er ist. Gemeinsam mit ihren Töchtern bezieht sie eine von Nino finanzierte Wohnung in Vomero, einem der vornehmeren Viertel Neapels. Bald darauf wird sie schwanger, zeitgleich mit Lila, die ein Kind von Enzo erwartet. Anfang 1981 bringen beide ein Mädchen zur Welt und nennen sie nach ihren Müttern: Nunziatina (Tina) Cerullo und Immacolata (Imma) Greco.
Eines Tages ertappt Elena Nino in flagranti bei einem Seitensprung mit ihrer Haushälterin. Nun glaubt sie auch Lilas Anschuldigungen, er gehe notorisch fremd und habe sogar ihr wieder nachgestellt. Elena trennt sich von ihm. Der Druck, der sie als alleinerziehende Mutter dreier Kinder belastet, wird dadurch noch größer, logistisch wie finanziell. An die Realisierung eines dritten Buches, das sie ihrem Verleger versprochen hat, ist weniger denn je zu denken. Als er drängt, schickt sie ihm kurzerhand ein älteres Manuskript, in der festen Erwartung, es werde abgelehnt. Auch Lilas Angebot, eine freigewordene Wohnung direkt über ihr zu beziehen, nimmt sie, so willkommen es ist, nur zögernd an, bedeutet es doch die Rückkehr an den Ort, den sie für immer hatte verlassen wollen: ihren Rione.
Lila, die von dort nur kurzzeitig und notgedrungen weggegangen war, hat ihn allerdings spürbar verändert. Nach wie vor mit Enzo in der Computerbranche tätig, macht sie der Camorra, personifiziert durch die Solara-Brüder, ernsthaft Konkurrenz und gilt als Hoffnungsträgerin, sorgt sie doch für „saubere“ Jobs statt der Drogengeschäfte, die von den Solaras beherrscht werden und in die unter anderem auch Elenas Brüder verwickelt sind. Über ihre Arbeitszeit verfügt Lila jetzt nach Belieben, wodurch ihr mehr Raum bleibt, sich um die Kinder zu kümmern, nicht zuletzt die Elenas. Deren jüngstes Buch hat unerwartet Erfolg, führt aber auch zu einem Kräftemessen mit fatalen Langzeitfolgen: Zunächst nutzt ein Journalist die kaum verschleierten Informationen des Buches für eine Enthüllungsstory, die die illegalen Machenschaften der Solaras offenlegt, worauf diese mit einer Klage kontern, für die sie mittels Erpressung eine dritte Person vorschieben. Als Michele Solara auch noch Lila tätlich angreift, schlägt sie zurück, indem sie ihrerseits „auspackt“ und alles belastende Material in einem gemeinsam mit Elena verfassten Zeitungsartikel festhält. In der resignierenden Einsicht, damit nichts bewirken zu können, will Elena in letzter Sekunde dessen Veröffentlichung verhindern, doch Lila hat dies bereits veranlasst – unter ihrem, Elenas, renommierteren Namen.
Nicht minder zwiespältig ist Elenas Gefühlslage, wenn sie ihre Töchter in Lilas Obhut gibt. Teils ist sie dankbar und erleichtert, teils gekränkt durch den Autoritätsverlust. Besonders sorgt sie sich um die Entwicklung ihrer Jüngsten, Imma, die mit Lilas Tochter Tina fast schwesterlich aufwächst, aber in jeder Hinsicht „die Zweite“ ist und darunter ebenso zu leiden scheint wie sie selbst Jahrzehnte zuvor. Da die Kleine außerdem von ihren um einiges älteren Halbschwestern gemobbt wird – sie sei „keine Airota“ –, erhofft sich Elena Besserung dadurch, dass sie ihr den Vater zurückgibt, wenn auch nur als gelegentlichen Besucher. Nino willigt ein. Nach einem kurzen Auftritt in Elenas Wohnung, bei dem er seiner Tochter mehr Aufmerksamkeit schenkt als zuvor üblich, lädt er alle Kinder zu einem kleinen Ausflug ein. Als Elena zu ihnen stößt, sind auch Lila und Enzo zugegen, doch ein Kind fehlt – Tina.
Tinas rätselhaftes Verschwinden am 16. September 1984 bleibt unaufgeklärt. Mancher glaubt an das Gerücht von einem mysteriösen Unfall-LKW, Enzo an ein Kidnapping durch die Solara-Brüder (die zwei Jahre später bei einem Attentat sterben), Lila wiederum an eine Verwechslung – die Entführer hätten es eigentlich auf Elenas Kind abgesehen. Die nie ganz schwindende, aber auch nie sich einlösende Hoffnung auf Tinas Rückkehr lässt Lila in den Folgejahren verbittern und vorzeitig altern. Im Rione wird sie nun eher gemieden und gefürchtet. Ihre Beziehung mit Enzo zerbricht. Tagelang taucht sie ganz ab und entdeckt eine neue Leidenschaft, mit der sie zeitweise auch Imma ansteckt – die Erforschung ihrer Heimatstadt Neapel. Elena versucht den Kontakt mit ihr nicht abreißen zu lassen und ist ansonsten als Schriftstellerin und Mutter voll in Anspruch genommen. Ihre Töchter zieht es zu den Vätern: Imma verklärt Nino, der als Parlamentarier opportunistisch immer mehr nach rechts rückt, zu ihrem Idol; Dede und Elsa folgen mit Studienbeginn Pietro in die USA.
Im Sommer 1995 verlässt Elena Neapel endgültig, um in Turin die Leitung eines kleinen, angesehenen Verlags zu übernehmen. Ein Jahrzehnt später wird sie von dem Posten verdrängt, gerät als Schriftstellerin in eine Sinnkrise und befreit sich daraus mit der Erzählung Eine Freundschaft. Von Lila erwartet sie in all den Jahren ein noch viel originelleres Werk, worin sie Neapel mit ihrer verlorenen Tochter Tina verknüpft. Als Elena das vorliegende, nach Lilas Verschwinden begonnene Buch gerade beendet hat, trifft in der Tat ein Päckchen von ihrer lebenslangen Freundin ein: Es enthält die beiden verloren geglaubten Puppen aus ihren gemeinsamen Kindertagen.

## Interpretation

### Figuren

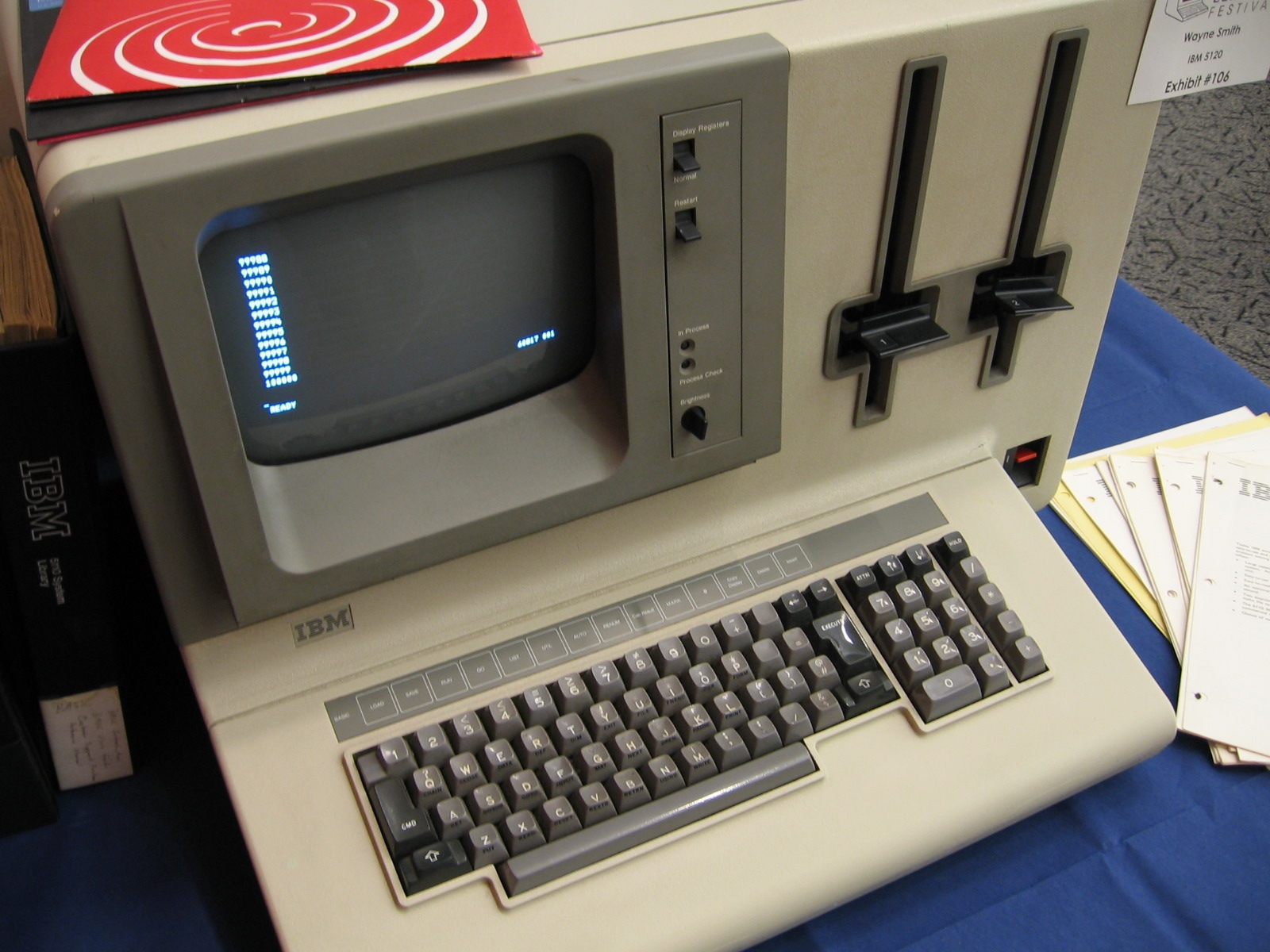
Mit Einführung des IBM-Computers 5120 machen sich Lila und Enzo selbstständig und gründen ihre eigene Firma Basic Sight.

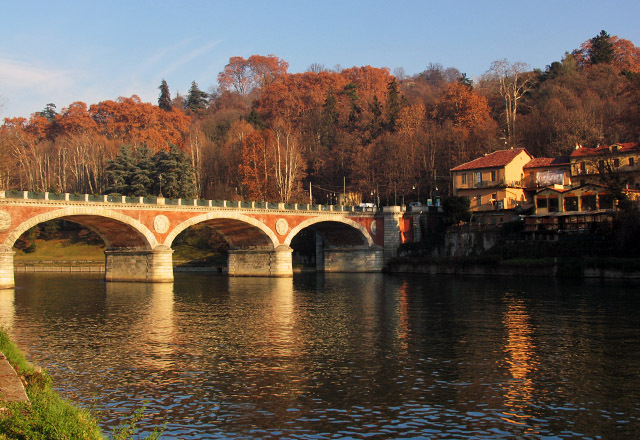
Der Ponte Isabella in Turin, wo Elena mit Imma ab 1995 wohnt.

Erwartungsgemäß stehen in den meisten Rezensionen zu Band 4 die abschließenden Urteile über beide Protagonistinnen, das Freundinnenpaar Elena und Lila, obenan. Als „komplementäre Beziehung“ wird ihr von Anziehung und Rivalität geprägtes Verhältnis mehrfach charakterisiert, als das eines Duos, bei dem man beide Figuren sehr wohl als eine auffassen kann, als „dialektische Facetten ein und derselben Person“. Textstellen aus dem Roman dienen als Beleg dafür, so Elenas Aussage: „Es geht immer nur um uns zwei, um sie, die will, dass ich das gebe, was zu geben ihre Natur und die Umstände ihr verwehrt haben, und um mich, der es nicht gelingt, das zu geben, was sie verlangt.“
Ähnlich beschreibt auch Ferrante in einem Interview das, was beide verbindet, ausgehend von dem, was sie, aus ihrer Sicht, wesenhaft unterscheidet: Während Elena ihre Willens- und Geisteskräfte mit Blick auf ihre Zukunft einsetze, sei Lila auf die Gegenwart fokussiert; sie versuche das, was ihr zustößt, mit ihrer natürlichen Genialität zu meistern, schöpfe aber ihr Potential nie ganz aus – ausgenommen vielleicht im Hinblick auf das „einzige langfristige Projekt“, dem Lila sich „wirklich begeistert“ widme: das Leben ihrer Freundin.
Dass von Elena – und damit auch vom Leser – nie ganz durchschaut werden kann, wo und in welchem Maße Lila Einfluss nimmt, ist eins der Spannungsmomente des Romans. Als diesbezügliches Dingsymbol fungiert in Band 3 und 4 der Computer. Lila kommt über Enzo mit der EDV-Technik in Berührung, als diese noch in den Kinderschuhen steckt, und mausert sich, in der für sie typischen Weise, schnell zur Spezialistin; als ein Jahrzehnt später der PC aufkommt, gibt sie Elena eins der ausgedienten Geräte, was diese als Autorin sofort begeistert nutzt – mit der Einschränkung, dass Lila droht, ihre Texte zu löschen, falls Elena über sie schreibt. Lila hat also, mittels Computer und kraft ihrer möglichen Fähigkeit, fremde Systeme zu hacken, einen Weg gefunden, die Texte (und wenn man so will, die Gedanken) ihrer Freundin zu kontrollieren oder gar zu manipulieren – ein Umstand, der Elenas Autorschaft von Band 3 und 4 ebenso unsicher macht wie die von Band 1 und 2.
Die Frage, ob Lila über solche Fähigkeiten verfügt und davon Gebrauch macht, lässt der Roman offen. Darüber, was Elena ihrerseits vermutet und erwartet, gibt er an der ein oder anderen Stelle Auskunft: „Was Lila wirklich über mein Verhalten als Mutter dachte, weiß ich nicht. Sie ist die Einzige, die das erzählen könnte, falls es ihr tatsächlich gelungen sein sollte, in diese lange Kette von Wörtern einzudringen, um meinen Text zu verändern, um fehlende Glieder geschickt einzufügen, um andere unauffällig herauszulösen, um mehr als mir lieb ist, von mir zu erzählen, mehr als ich erzählen kann. Ich sehne mich nach ihrer Einmischung, wünsche sie mir, seit ich angefangen habe, unsere Geschichte aufzuschreiben.“
Die Hauptfigur unter den Nebenfiguren, bezogen auf Band 4 wie auch auf den Roman insgesamt, ist Nino Sarratore: Er ist der Mann, um den beide, Elena und Lila, zeitweise konkurrieren und mit dem sie eine „Affäre“ haben, die Katalysator ist für die Auflösung ihrer Ehe – seiner eigenen hingegen nicht; er ist (wie sein Vater, den er in jungen Jahren dafür verachtete) ein notorischer Eroberer, aber auch ein notorisch jedwede Entscheidung und (väterliche) Verantwortung Flüchtender; ebenso notorisch verquickt er seine persönlichen Eroberungen mit Spekulationen auf soziale Vorteile (aus Elenas Sicht war seine Liebe zu Lila die einzige, bei der er nicht berechnend vorging); und schließlich geht es ihm auch als Schriftsteller und Politiker mehr um Geltung als um die Sache. Als „windiger Liebhaber und wendiger Intellektueller“ steht Nino, so ein Rezensent, „exemplarisch für das politische Schlingern Italiens“. Ferrante selbst klassifiziert ihn als einen „Typus“, den sie gut kenne: als einen „Mann von Klasse“, bei dem sich solide Bildung und eine gewisse Intelligenz mit Oberflächlichkeit paare – die Eigenschaft, die Lila als die schlimmste überhaupt verachtet.

### Themen und Motive

#### Neapel
Nachdem Elena ihre Heimatstadt Neapel eineinhalb Jahrzehnte nur als Besucherin erlebt hat, kehrt sie mit Mitte 30 dorthin zurück – aus Liebe nicht zu ihr, sondern zu Nino, ihrem Jugendschwarm. Die Trennung von ihm (und seinen finanziellen Zuwendungen) führt sie noch einen Schritt weiter zurück: in ihren Rione, wo sie nun Tür an Tür mit Lila weitere anderthalb Jahrzehnte zubringt. Naturgemäß muss sie sich in dieser Zeit auch mit ihrer Stadt auseinandersetzen – selbst wenn sie sie auf Distanz zu halten versucht und sich nie wirklich heimisch fühlt. Irritiert, aber auch mit Neugier verfolgt sie Lilas spät erwachende Leidenschaft, Neapel zu erforschen, die zeitweise auch ihre jüngste Tochter Imma ansteckt. Was treibt Lila? Versucht sie ihre verschwundene Tochter Tina zu finden? Bereitet sie ihr eigenes Verschwinden vor? Ist es Langeweile? Oder Furcht – Furcht und Vorsorge vor der nächsten Naturkatastrophe?
Völlig unvorbereitet trifft sie, Lila und Elena, beide zu dem Zeitpunkt hochschwanger, das Erdbeben am 23. November 1980, die schwerste Naturkatastrophe in der italienischen Nachkriegsgeschichte. Im Moment des Ausbruchs sind sie zu zweit in einem Raum und ganz aufeinander angewiesen. Eine von ihnen braucht diesen Beistand wirklich und fleht darum – Lila. Elena ist zutiefst verunsichert. Die Verwandlung, die mit ihrer Freundin geschieht, erschreckt sie mehr als die Zerstörung der Stadt. Was Lila durchlebt und bis zur Unkenntlichkeit verändert – zu einer Frau, die „direkt aus dem Erdinneren zu kommen schien“ – ist ein Zustand der „Auflösung“. Lila selbst bezeichnet ihn so, wird von ihm schubweise heimgesucht, seit sie 14 ist, und erlebt, wie nicht nur Dinge sich „auflösen“, sondern auch Menschen, eingeschlossen sie selbst. In Elenas Wahrnehmung wiederum bringt die Erdbebennacht eine elementare Verschiedenheit zwischen ihr und Lila noch deutlicher ans Licht: Während für sie, selbst in einer Extremsituation wie dieser, die Welt um sie herum noch Bestand hat, „schien [für Lila] das Chaos die einzige Wahrheit zu sein, und sie – die Aktive, die Mutige – löschte sich entsetzt aus, wurde zu einem Nichts“.
Karin Krieger, die deutsche Übersetzerin, lenkt in diesem Zusammenhang das Augenmerk auf die besondere Lage Neapels – „eingeklemmt wie so ein Amphitheater am Meer zwischen zwei Vulkanen“ – und betont, dass es „schlimme“ Vulkane seien und nicht nur der Vesuv, sondern auch der zu den Phlegräischen Feldern gehörende Solfatara, was das Gefühl der Unsicherheit und Bedrohung für die Anwohner zum Dauerzustand mache. Stefan Kister verweist, die Ich-Erzählerin Elena zitierend, auf eine weitere Eigenheit dieser Großstadt: „Neapel war die europäische Metropole, in der sich das Vertrauen in Technik und Wissenschaft, in den wirtschaftlichen Fortschritt, in die Gunst der Natur, in die Geschichte, die sich zwangsläufig zum Besseren entwickelt, und in die Demokratie mit größter Deutlichkeit und schon sehr früh als vollkommen haltlos erwiesen hatte.“ An eins der Neapel-Klischees – dass die Stadt auch in puncto Gewalt eine Sonderstellung einnehme – hat Ferrante, nach eigenem Bekunden, selbst lange Zeit geglaubt; heute, so meint sie, habe sie den Eindruck, „dass die ganze Welt Neapel ist“, wodurch man Neapel immerhin zugutehalten könne, „dass es sich nie verschleiert hat“.

#### Verschwinden
Mit dem Motiv des Verschwindens (von Lila) wird der Roman im Prolog eröffnet und im Epilog mit einer Gegenbewegung beschlossen (die verschollenen Puppen tauchen wieder auf). Es verknüpft den letzten Band eng mit dem ersten (durch das Verschwinden der Puppen und eines Kindes), spielt aber auch in den beiden anderen eine wichtige Rolle. Semantisch ähnlichen, für die Erzählung wichtigen Worten wie „verlieren“, „verlassen“, „auflösen“ oder „(aus)löschen“ steht „verschwinden“ nahe – und kontrastiert mit „bleiben“ und „bewahren“. Nicht zuletzt bietet gerade der abschließende Band eine indirekte Begründung für Ferrantes Entschluss, als Privatperson hinter ihrem Werk zu verschwinden: Das Leben ihres Alter Ego Elena Greco als prominente Autorin beschreibt sie als eins, das sie für sich selbst offenbar ablehnt: von Terminen gehetzt, durch Homestorys entblößt, entstellt, benutzt oder gar gefährdet zu werden.
Auch der Titel von Band 4, Die Geschichte des verlorenen Kindes, kündigt das zentrale Motiv an. Dass er sich bei der Lektüre allmählich mit mehr Bedeutung auflädt als der naheliegenden, kennt der Leser schon aus den vorangegangenen Bänden. Hier ist der naheliegende Bezug der zu Lilas Tochter Tina, die im Alter von dreieinhalb Jahren auf mysteriöse Weise verschwindet. Zunächst einmal ist sie „nur“ verschwunden. Erst als alle Spuren im Nichts enden, alle Nachforschungen vergeblich bleiben, wird aus ihr das „verlorene Kind“, das der Titel annonciert. „Verlieren“ ist endgültiger als „verschwinden“; es lastet schwerer auf dem, den es betrifft, und auch auf dem, der mitfühlt – dem Leser also. Ferrante, grundsätzlich auskunftsfreudig, was ihr schriftstellerisches Werk angeht, will diesen Bestandteil ihres Erzählgerüsts allerdings weder näher „begründen“ noch revidieren; erläuternd merkt sie an, er sei einer der wenigen gewesen, die ihr, noch bevor sie anfing zu schreiben, als „unumgänglich“ vor Augen stand.
Als Mütter hätten sie beide kein Glück, klagt Lila eines Tages im Beisein ihrer Freundin. Elena will das für sich nicht annehmen. Lilas Mahnung „Denk daran, was du deinen Töchtern damit antust“ schwebt dennoch wie ein böses Omen, wie die Stimme ihres schlechten Gewissens über ihr, während sie um Erfüllung in der Liebe kämpft – fatalerweise gebunden an den „Windbeutel“ Nino. Ihren älteren Töchtern gegenüber, die zeitweise in fremder Obhut aufwachsen, bezahlt sie das mit Autoritäts- und Vertrauensverlust. Lila verliert ihr Kind von einem Moment auf den anderen, Elena ihre über viele Jahre hinweg. Am Höhepunkt ihrer schmerzlichen Entfremdung – Dede und Elsa, zerstritten in tatsächlicher oder eingebildeter Liebesrivalität um Lilas Sohn Rino, kündigen ihren Weggang in die USA an – spricht Elena sogar wörtlich davon: „In nur wenigen Tagen habe ich zwei meiner Töchter verloren.“
Lila verweist ihr das mit gutem Grund, hat sie doch zu diesem Zeitpunkt schon zwei Kinder im buchstäblichen Sinne verloren (das erste war ihre Fehlgeburt in jungen Jahren). Mit ihrer taktvollen Formulierung, Elena solle diesen „Ausdruck“ nicht gebrauchen, gesteht sie ihr jedoch zu, dass ihre Klage im übertragenen Sinne berechtigt ist. Im übertragenen Sinne hat jedoch Lila selbst auch ihr zweites Kind längst verloren, ihren Sohn Rino. Anders als ihr erstes, vom ungeliebten Ehemann aufgezwungenes, war dies ein erwünschtes – die (vermeintliche) Frucht ihrer Leidenschaft mit Nino. Diesem Sohn gegenüber hat Lila es an nichts fehlen lassen: Liebe, Zuwendung, Anleitung, Ermutigung. Die Gründe, warum sie ihn schließlich doch „verliert“, sind zahlreich. Tatsache ist, was schon der Prolog andeutet: Rino hat weder Tatkraft noch Intelligenz, weder Selbstvertrauen noch Selbstständigkeit – ist also das ganze Gegenteil von seiner Mutter und von dem, was sie gewollt hat.
Lilas Päckchen, von dem Elena im Epilog erzählt, enthält nicht nur die verschollenen Puppen aus Kindertagen, sondern auch zahlreiche Botschaften. Die erste: Lila lebt; zwar bleibt sie verschwunden, ist aber nicht verloren. Die zweite: Auch als Freundin ist sie nicht verloren; ihr Überraschungsgeschenk ist ein Bekenntnis dazu. Diese starken positiven Signale werden etwas relativiert durch ein paar – für Lila typisch spöttische – Ich-Botschaften, die Elena dem Päckchen möglicherweise auch entnimmt, wie: Ich habe doch das letzte Wort. – Ich weiß alles (zum Beispiel, dass du „dein“ Buch beendet hast). – Du weißt nicht alles (zum Beispiel nicht, wie ich das Rätsel um unsere Puppen gelüftet habe).
Die positiven Signale überwiegen letztlich dennoch. Was sie einst als Kinder und später als Erwachsene gemeinsam zuwege brachten, wird durch die als Dingsymbol fungierenden Puppen neu heraufbeschworen und verknüpft: Als kleine Mädchen haben sie einst mutwillig ihre Puppen ins „dunkle Loch“ eines Kellers geworfen, um sich dann mutig ins „Auge“ der damals größtmöglichen Gefahr zu begeben, zum Boss der Camorra; Jahrzehnte später treten sie dem gleichen Gegner mit nicht weniger Mut entgegen, gemeinsam wiederum und einen Preis für ihren Widerstand riskierend, der freilich – als mögliche Folge davon – mit dem Verlust eines Kindes sehr hoch bezahlt ist.
Als Titel für ihren Epilog hat Ferrante „Restitution“ gewählt – ein mehrdeutiger Begriff. Im einfachsten Sinne einer „Rückgabe“ – Elena erhält Tina (so hieß ihre Puppe damals) zurück – wird er voll und ganz eingelöst. Im Sinne einer „Wiederherstellung eines früheren Zustands“ kann man ihn, bezogen auf das verschollene Kind Tina, als Zeichen leiser Zuversicht lesen: das Kind bleibt verschwunden, die Hoffnung jedoch ist nicht verloren.

### Textausgaben
- Elena Ferrante: Storia della bambina perduta. L’amica geniale. Edizioni e/o, Rom 2014, ISBN 978-88-6632-551-2.
- Elena Ferrante: Die Geschichte des verlorenen Kindes. Suhrkamp, Berlin 2018, ISBN 978-3-518-42576-3. (eine Woche lang im Jahr 2018 auf dem Platz 1 der Spiegel-Bestsellerliste)

### Sekundärliteratur
- Grace Russo Bullaro, Stephanie V. Love (Hrsg.): The Works of Elena Ferrante : Reconfiguring the Margins. Palgrave Macmillan, New York, NY 2016, ISBN 978-1-137-59062-6.